# 13214 Chirikov
13214 Chirikov (tên chỉ định: 1997 JJ16) là một tiểu hành tinh vành đai chính. Nó được phát hiện bởi Eric Walter Elst ở Đài thiên văn La Silla ở Chile ngày 3 tháng 5 năm 1997. Nó được đặt theo tên Aleksei Chirikov, nhà thám hiểm đã tùng khám phá Alaska và tham gia làm bản đồ quân sự của Nga về Thái Bình Dương.